# Neuvy-en-Sullias
Neuvy-en-Sullias és un municipi francès, situat al departament del Loiret i a la regió de Centre – Vall del Loira. L'any 2007 tenia 1.082 habitants.

## Demografia

### Població
El 2007 la població de fet de Neuvy-en-Sullias era de 1.082 persones. Hi havia 400 famílies, de les quals 78 eren unipersonals (41 homes vivint sols i 37 dones vivint soles), 122 parelles sense fills, 170 parelles amb fills i 30 famílies monoparentals amb fills.
La població ha evolucionat segons el següent gràfic:
Habitants censats

### Habitatges
El 2007 hi havia 475 habitatges, 401 eren l'habitatge principal de la família, 52 eren segones residències i 21 estaven desocupats. 469 eren cases i 3 eren apartaments. Dels 401 habitatges principals, 311 estaven ocupats pels seus propietaris, 82 estaven llogats i ocupats pels llogaters i 7 estaven cedits a títol gratuït; 25 tenien dues cambres, 66 en tenien tres, 128 en tenien quatre i 183 en tenien cinc o més. 323 habitatges disposaven pel capbaix d'una plaça de pàrquing. A 141 habitatges hi havia un automòbil i a 237 n'hi havia dos o més.

### Piràmide de població
La piràmide de població per edats i sexe el 2009 era:
| Homes | Edats   | Dones |
| ----- | ------- | ----- |
| 0     | 95 o +  | 0     |
| 0     | 90 a 94 | 0     |
| 8     | 85 a 89 | 4     |
| 8     | 80 a 84 | 4     |
| 20    | 75 a 79 | 24    |
| 12    | 70 a 74 | 20    |
| 16    | 65 a 69 | 28    |
| 4     | 60 a 64 | 8     |
| 20    | 55 a 59 | 20    |
| 40    | 50 a 54 | 32    |
| 28    | 45 a 49 | 32    |
| 44    | 40 a 44 | 56    |
| 36    | 35 a 39 | 40    |
| 36    | 30 a 34 | 40    |
| 8     | 25 a 29 | 16    |
| 40    | 20 a 24 | 32    |
| 48    | 15 a 19 | 44    |
| 40    | 10 a 14 | 40    |
| 20    | 5 a 9   | 36    |
| 28    | 0 a 4   | 32    |

## Economia
El 2007 la població en edat de treballar era de 686 persones, 536 eren actives i 150 eren inactives. De les 536 persones actives 498 estaven ocupades (263 homes i 235 dones) i 38 estaven aturades (15 homes i 23 dones). De les 150 persones inactives 52 estaven jubilades, 48 estaven estudiant i 50 estaven classificades com a «altres inactius».

### Ingressos
El 2009 a Neuvy-en-Sullias hi havia 425 unitats fiscals que integraven 1.190,5 persones, la mediana anual d'ingressos fiscals per persona era de 18.458 €.

### Activitats econòmiques
Dels 35 establiments que hi havia el 2007, 1 era d'una empresa extractiva, 1 d'una empresa alimentària, 1 d'una empresa de fabricació d'altres productes industrials, 7 d'empreses de construcció, 5 d'empreses de comerç i reparació d'automòbils, 7 d'empreses de transport, 4 d'empreses d'hostatgeria i restauració, 2 d'empreses immobiliàries, 6 d'empreses de serveis i 1 d'una empresa classificada com a «altres activitats de serveis».
Dels 8 establiments de servei als particulars que hi havia el 2009, 1 era un taller de reparació d'automòbils i de material agrícola, 2 fusteries, 1 lampisteria, 1 electricista, 1 empresa de construcció, 1 perruqueria i 1 restaurant.
Dels 2 establiments comercials que hi havia el 2009, 1 era una botiga de més de 120 m² i 1 una botiga de menys de 120 m².
L'any 2000 a Neuvy-en-Sullias hi havia 19 explotacions agrícoles que ocupaven un total de 680 hectàrees.

## Equipaments sanitaris i escolars
El 2009 hi havia una escola elemental.

## Poblacions més properes
El següent diagrama mostra les poblacions més properes.